# Porto Business School
A Porto Business School (PBS) MHM é uma escola de negócios da Universidade do Porto. O campus da escola está localizado na Senhora da Hora, no concelho de Matosinhos, Área Metropolitana do Porto. 
Criada com o objetivo de aproximar o meio académico do mundo empresarial, a PBS é reconhecida pela sua forte ligação às empresas, abordagem prática do ensino e projeção internacional. Com um portfólio diversificado que inclui programas de MBA, pós-graduações, formação executiva e programas customizados, a Porto Business School tem como missão desenvolver líderes preparados para transformar organizações e a sociedade.
Internacionalmente acreditada pela AMBA, AACSB, EFMD e BGA, a PBS está entre o restrito grupo de escolas de negócios com múltiplas acreditações. Em 2025, o seu Global Online MBA foi classificado como o 8.º melhor do mundo pelo Financial Times, sendo o único programa português incluído nesse ranking. 
A 25 de novembro de 2018, foi agraciada com o grau de Membro-Honorário da Ordem do Mérito.

## História
A Porto Business School tem origem em mais de 35 anos de experiência em formação avançada para executivos. A sua trajetória começou em 1988, com a criação do ISEE – Instituto Superior de Estudos Empresariais, por iniciativa da Universidade do Porto em parceria com um conjunto de empresas portuguesas e multinacionais. A criação da escola respondeu à crescente necessidade de formação avançada em gestão e liderança, aproximando o meio académico da realidade empresarial.
Em 2000, o ISEE deu lugar à EGP – Escola de Gestão do Porto, continuando a reforçar a ligação entre o meio académico e o mundo empresarial. Já em 2008, foi adotada a designação EGP-UPBS, refletindo a integração mais formal na estrutura da Universidade do Porto e o alinhamento com os padrões internacionais das escolas de negócios. A partir de 2010, a instituição passou a assumir a identidade atual: Porto Business School.

## Programas

### Programas de MBA[4]
- Executive MBA: Destinado a profissionais com experiência que desejam aprimorar suas competências em gestão, com duração de 17 meses e lecionado em português e inglês.
- Global Online MBA: Um programa 100% online que combina flexibilidade com rigor académico, permitindo que os estudantes desenvolvam competências de liderança global. 

- International MBA: Focado em preparar líderes para os desafios globais, com uma estrutura curricular que inclui semanas internacionais em cidades como Osaka, Barcelona, Berlim e Nova Iorque.

### Pós-Graduações e Executive Masters[5]
A PBS oferece diversas pós-graduações e executive masters em áreas como Gestão Geral e Estratégia, Controlo de Gestão e Execução Estratégica, e International Business, visando fornecer ferramentas e conhecimentos para a implementação de estratégias de expansão internacional.

### Open Executive Programs
Os Open Executive Programs são soluções de formação flexíveis que promovem o desenvolvimento de indivíduos e organizações, com programas pré-definidos que permitem personalizar a jornada de aprendizagem conforme as necessidades específicas.
Além disso, a PBS desenvolve programas customizados em colaboração com empresas, utilizando a Metodologia FISS (Future of Industry Strategy and Skills) para antecipar desafios futuros e identificar competências a serem desenvolvidas nas equipas.

## Acreditações
A Porto Business School possui quatro acreditações internacionais, que atestam a excelência do seu ensino e das suas práticas académicas. 
- AMBA (Association of MBAs) [6]
- AACSB (Association to Advance Collegiate Schools of Business) [7]
- EFMD (European Foundation for Management Development - Programme Accreditation) [8]
- BGA (Business Graduates Association)[6]

## Rankings
A faculdade está presente nos seguintes rankings
- Financial Times European Business Schools Ranking 2024: 39ª posição entre as escolas de negócios europeias.[9]
- Financial Times Online MBA Ranking 2025: 8ª posição mundial e a 4ª na Europa. [10]

## Órgãos de gestão
O seu modelo de gestão inclui representantes tanto da Universidade do Porto como de empresas parceiras, garantindo uma ligação direta ao tecido económico e às exigências do mercado. 
O actual director da Porto Business School é o Prof. Doutor José Esteves. 